# 勒日希夫 (戈羅霍夫區)
50°21′8″N 24°45′49″E / 50.35222°N 24.76361°E
勒日希夫（烏克蘭語：Ржищів），是烏克蘭的村落，位於該國西部沃倫州，由盧茨克區負責管轄，始建於1570年，面積12.02平方公里，海拔高度211米，2001年人口584，人口密度每平方公里48.59人。